# Світа Ратаві
Світа Ратаві — іракський нафтовий горизонт — на нафтових родовищах «Ратаві» в Іраку. Світа Ратаві локалізована на глибині 1,8 — 3,0 км. Нафтоносність світи пов'язана з відкладами крейди.